# Макоше (Рибница)
Макоше (словен. Makoše) је насељено место у општини Рибница, регија Југоисточна Словенија, Словенија.

## Историја
До територијалне реорганизације у Словенији било је у саставу старе општине Рибница.

## Становништво
У попису становништва из 2011. године, Макоше је имало 6 становника.
| Број становника према пописима | Број становника према пописима | Број становника према пописима |
| ------------------------------ | ------------------------------ | ------------------------------ |
| 1991                           | 2002                           | 2011                           |
| 4                              | З                              | 6                              |

- Ознака З представља заштићене податке